# Haubits 77
Haubits 77, kort Haub 77 (engelska: Field Howitzer 77), även Fälthaubits 77, kort FH77, är en svensk 155 mm fälthaubits utvecklad av Bofors. 
Pjäsen finns i tre tjänsteversioner: Haubits 77 A med vertikal kil, exportversionen Haubits 77 B med skruvmekanism och Haubits 77 BW med automatladdare monterad på fordon.

## Bakgrund
Efter andra världskriget införskaffade Sverige ett antal franska artilleripjäser, 15,5 cm haubits F även kallad Fransyskan samt Haub F. På grund av det svenska klimatet uppkom det sprickbildningar i lavetterna. Bofors fick där i slutet av 1960-talet i uppdrag att utveckla en ny pjäs åt Försvarsmakten. Pjäsen var en 15,5 cm haubits och fick namnet Haubits 77 (FH77). Haubits 77 exporterades i en modifierad version, Haubits 77 B, till Nigeria och Indien.

### Manövrering
En Haubits 77 väger från 11,5 ton och dras normalt av en Scania SBAT 111S, eller kanske mer känd som Terrängbil 40 (Tgb 40) (lavettbenen är då hopfällda). Dragfordonet var utrustad med ett besättningskupé bakom förarhytten och en HIAB-kran för ammunitionshantering. Pjäsen går även att köra med den inbyggda motorn, som driver hydraulaggregatet som i sin tur driver de två drivhjulen. Drivhjulen roterar oberoende av varandra, och styrs från riktarens plats med en spak för varje hjul. Detta möjliggör bland annat snabb rotation av pjäsen runt dess mittpunkt (svansning). Haubitsen kan även startas och manövreras framåt och bakåt då den är kopplad till dragfordonet, med hjälp av en "joystick" vid dragfordonets förarplats. Detta gör ekipaget 8-hjulsdrivet med möjlighet till spärrad differentialväxel på alla hjulaxlar. Framkomligheten i nära alla typer av terräng blir då mycket god. Pjäsens maximala hastighet vid självgång är cirka 7 km/h. Den maximala hastigheten under körning (dragfordon+pjäs) på väg är 70 km/h.

### Förflyttning
A-varianten har en Volvo B20A-motor och B-varianten en dieselmotor från Mercedes (om-616 918 rak 4-cyl). Motorn är ansluten till tre hydraulpumpar, varav två är kopplade till hjulen och en används för en kors-, höjnings-, ram- och ammunitionskran. Bränsletanken rymmer 40 liter, med två extra 20 liters reservdunkar framför förarens position.

### Ammunition
Haubits 77 A
Haubits 77 kan skjuta iväg 42 kg tunga granater upp till 27 km. Ammunitionen utgörs av spränggranat m/77 (42 kg) och drivladdningar som är förpackade i en hylsa av plast. Laddningarna förekommer i sex olika storlekar beroende på vilket avstånd som ämnas skjuta på. Det tar ungefär 15 minuter att gruppera, vilket innebär att få ett haubitsbatteri skjutklart. Den kan avfyra sju skott på 21 sekunder vilket anses vara en mycket hög eldhastighet med tanke på den grova kalibern. Detta är möjligt dels på grund av att granat och laddningshylsa laddas tillsammans, dels på grund av den höga graden av automation.
Haubits 77 B
I Haubits 77 B laddas granat och drivladdning (karduser) separat, vilket gör den mer kompatibel med andra västerländska pjäser i samma kaliber. Till denna pjäs finns det fem olika laddningar i olika laddningsställ, laddning (lng) 4–7 samt 8 och 9. Skottvidden är cirka 27 km med lng 9 och basflödesgranat. Haubits 77 B är även anpassad och utvecklad till Bofors 155 Bonus och M982 Excalibur. 

### Besättning
Besättningen består av 10-14 personer. Minsta besättningen är fyra personer; pjäschef/gruppchef, riktare, pjäsman 1 och pjäsman 2.
- Pjäschefen/gruppchefen står på en plattform till vänster om eldröret styr all aktivitet.
- Riktaren sitter ned på vänster sida av eldröret, manövrerar pjäsen genom en kontrolldator, vilken han riktar och avfyrar pjäsen med.
- Pjäsman 1 är placerad till höger om eldröret och ansvarar för att veva fram granaterna från lastbordet framför honom till laddningsmekanismen.
- Pjäsman 2 och 3 arbetar på marken med iordningställa granater och laddningar, vilka de levererar till pjäsman 1 genom en hydraulisk kran och lastfodral i lastningstråget.
- Pjäsman 3 är normalt föraren av dragfordonet.

## Varianter

### 155 mm haubits 77 A L/38
När Haubits 77 utvecklades i slutet av 1960-talet var målsättningen att utveckla ett billigare system än Bandkanon 1, men med bibehållen hög eldhastighet och lika god terrängframkomlighet, som ersättning för 15,5 cm Haubits F (kallad "fransyskan"). Haubits 77 A-pjäserna levererades till förbanden åren 1978–1985. Haubits 77 A utgick ur den svenska krigsorganisationen i samband med försvarsbeslutet 2000, dock kvarstod en del i reserv medan övriga skrotades. Sedan försvarsbeslutet 2004 är pjäsen helt avförd från Försvarsmakten.

### 155 mm haubits 77 B L/39
Bofors utvecklade en exportversion av Haubits 77, benämnd Haubits 77 B. Pjäsen har fått något längre skottvidd på bekostnad av eldhastigheten (4 skott på 24 sekunder). A-variantens kilmekanism ersattes i 77 B av en skruvmekanism, eldröret förlängdes och pjäsen försågs med ett ringlasergyrobaserat positionerings- och riktsystem kallat POS2.
Modell exporterades till Indien på 1980-talet, och blev föremål för en omfattande mutskandal som upptäcktes, vilket ledde till den så kallade Boforsaffären. Värdet på affären uppgick till cirka 8,4 miljarder kronor, och omfattade cirka 400 pjäser, med ett alternativ på 1 500 licenstillverkade pjäser. Dock kom detta alternativ aldrig att utnyttjas av Indien, just på grund av den mutskandal som avslöjades. Indien kom senare att utveckla en egen haubits, Dhanush, vilken är dock baserad på Haubits 77 B. Bofors hade dock redan tillverkat 51 pjäser inför leverans av delserie två. Då dessa stod utan köpare beslutade den svenska regeringen att pjäserna skulle tillföras den svenska Försvarsmakten. Innan de levererades till den svenska armén, gjordes en del modifieringar och förändringar på navigations- och riktmedel, elsystemet och förändringar i hydrauliken. Den pjäs som exporterades till Indien benämndes 77 B02, de övertaliga pjäserna fick efter modifieringarna benämningen 77 B04.
I samband med försvarsbeslutet 2000 var Haubits 77 B den enda pjäsen som upptogs i den nya krigsorganisationen, då både Haubits 77 A och Bandkanon 1C successivt avvecklades. Under år  2011 utgick pjäsen helt från svenska Försvarsmakten, då pjäsen tas i anspråk och byggs om till Artillerisystem 08, där både Sverige och Norge valt att anskaffa 24 pjäser vardera. Utöver de 48 pjäser som beställs byggdes två försökspjäser 2005, därav så kommer i stort sett samtliga Haubits 77 B vara ombyggda till Artillerisystem 08. Den 23 oktober 2012 genomförde artilleriet den sista skjutningen med 77 B, då Artilleriets stridsskola (ArtSS) genomförde en skolskjutning för examinering av nya eldledare.

### 155 mm haubits 77 AD L/45

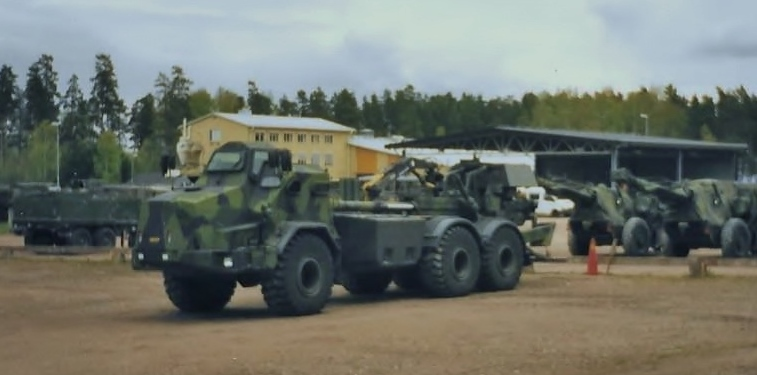
155 mm haubits 77 AD i Kristinehamns garnison.

Under projekteringen av det som kom att bli Artillerisystem 08 Archer konstruerade Bofors Defence AB en fordonsburen variant av Haubits 77 A. Underlavetten ersattes av ett splitterskyddat terrängchassi baserat på en Volvo A30D dumper och eldröret förlängdes med nästan 1 meter från 6045 mm till 6975 mm. Pjäsen laddades automatiskt vilket gjorde att pjäsbesättningen kunde sitta splitterskyddad under eldgivning. Fordonet hade en maxhastighet på ca 70 km/h, en besättning på max fyra soldater och medförde 26 skjutklara granater. Typen fick namnet Haubits 77 AD, där D stod för dumper.

### 155 mm haubits 77 BW L/52

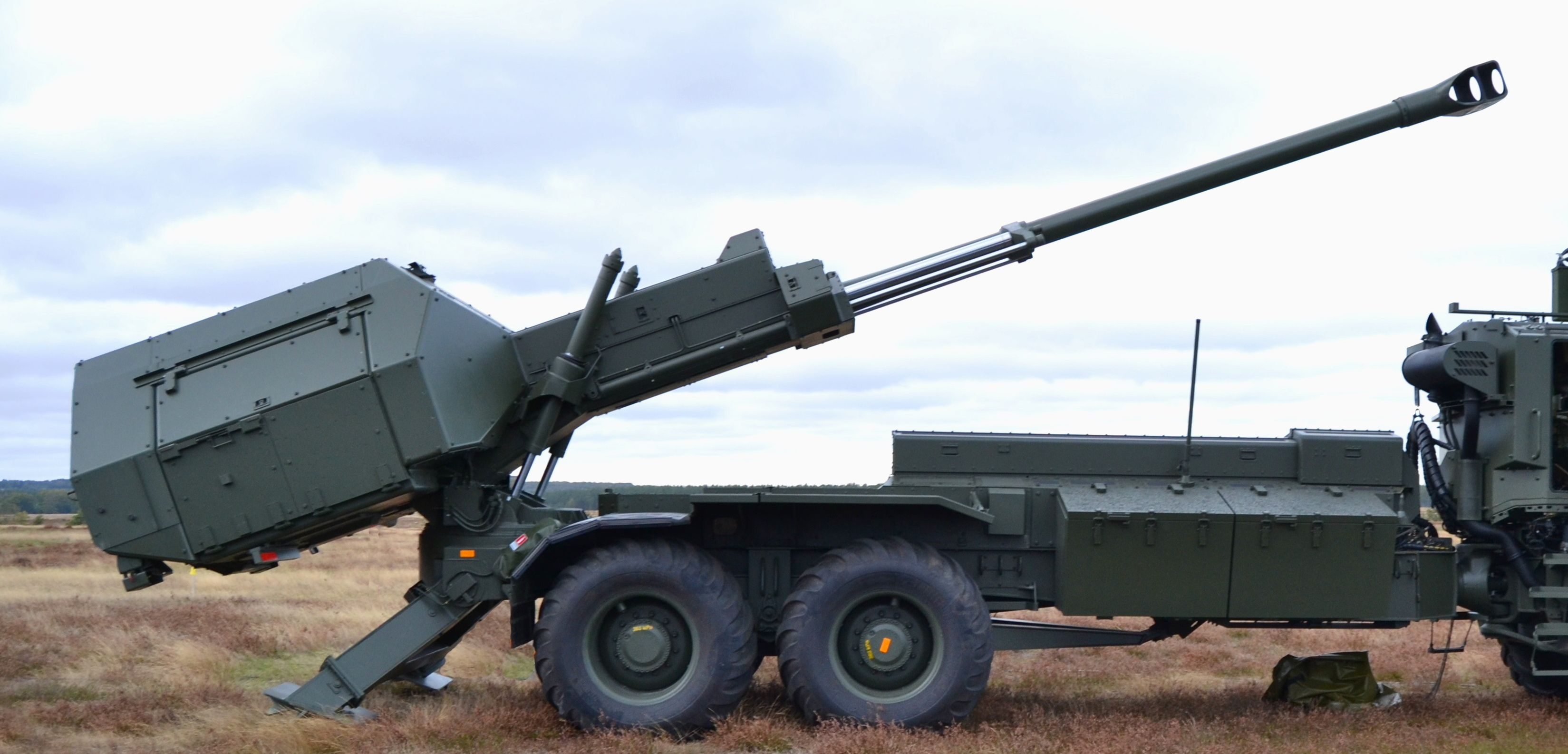
155 mm haubits 77 BW

Den färdiga seriemodellen av Artillerisystem 08:s pjässystem fick en moderniserad Haubits 77 B med ett drygt 2 meter längre eldrör, benämnd 155 mm haubits 77 BW L/52. Likt 77 AD var även denna automatladdad men chassit hade bytts ut mot en Volvo A30E jämfört med tidigare försökssystem. Haubits 77 BW L/52 komplett med chassi började levereras 2013 som Artillerisystem 08. Typbokstäverna BW står förslagsvis för Bertil Wall som var biträdande projektledare för Artillerisystem 08. Under projektering lär pjäsen under en period även ha gått under namnet 155 mm haubits 77 BD, där D troligtvis står för dumper.

### KARIN

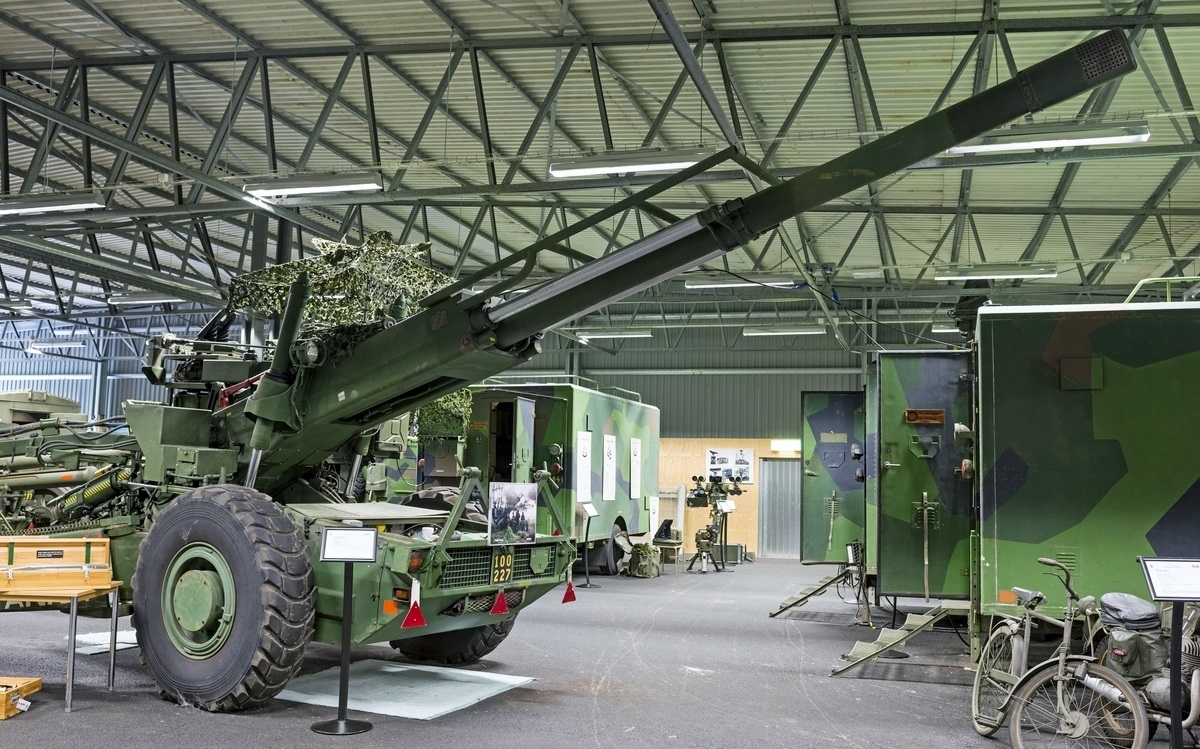
12 cm rörlig kustartilleripjäs m/80

Till Kustartilleriet utvecklades en variant av Haubits 77 i 12 cm kaliber benämnd R Kapj 12/80, även kallad KARIN (KustArtilleriets Rörliga INvasionsförsvar). 12/80 använde 12 cm ammunition med enhetshylsor, ett automatiskt laddsystem på höger lavettben som möjliggörde hög eldhastighet samt en pjäsdator vilket gjorde att pjäsen kunde fjärriktas från bland annat radarstationer. Den maximala räckvidden för 12/80 var 32 km, och den maximala eldhastigheten var 16 skott per minut. Sex batterier om vardera fyra pjäser anskaffades i början av 1980-talet och sammanfördes i tre Kustartilleribataljoner. Pjästypen avvecklades i samband med Kustartilleriets nedläggning år 2000 och de sista förbanden, 12. och 13. KA-bataljonerna utgick ur krigsorganisationen i november 2003. Som kuriosa var 12/80-pjäserna, till skillnad från de flesta Haubits 77:orna helgröna och inte mönstermålade i kamouflagemönster.

## Användare
- Sverige – anskaffade åren 1979–1984 cirka 220 pjäser av 77 A, och 1990 anskaffades 51 pjäser av 77 B (överblivna Indien-pjäser)[1][14]
- Nigeria – anskaffade 1980 48 pjäser av 77 B.[1]
- Indien – anskaffade våren 1986 410 pjäser av 77 B, med option på cirka 1000 pjäser till som formellt skulle licenstillverkas i Indien, men i verkligheten tillverkas i Sverige och enbart slutmonteras där-.[1]
- Iran – 18 pjäser av 77 B, okänt varifrån de är förvärvade, men antagligen via Singapore.[15]

## Galleri

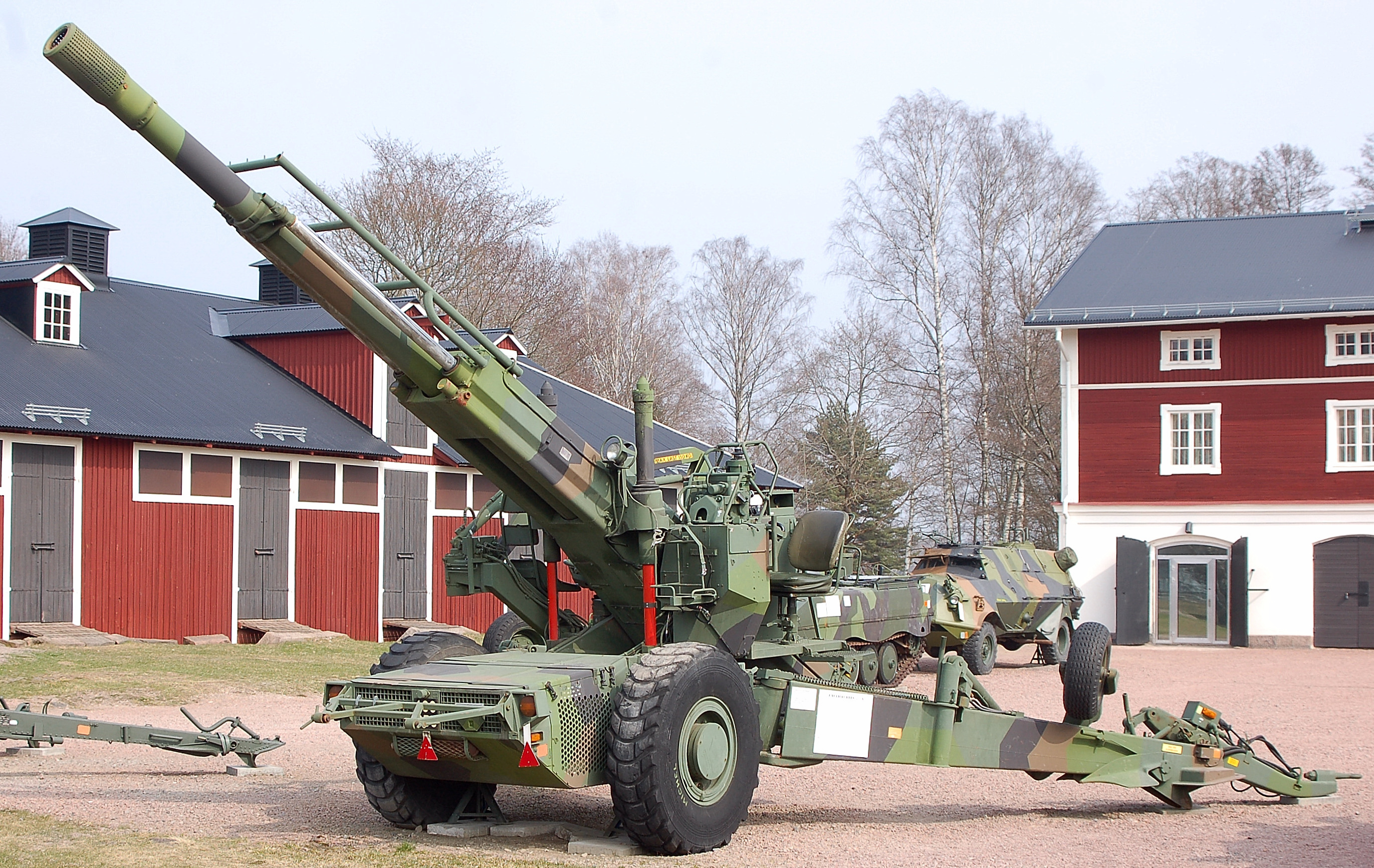
155 mm haubits 77 A statiskt utställd på Brigadmuseum i Karlstad.
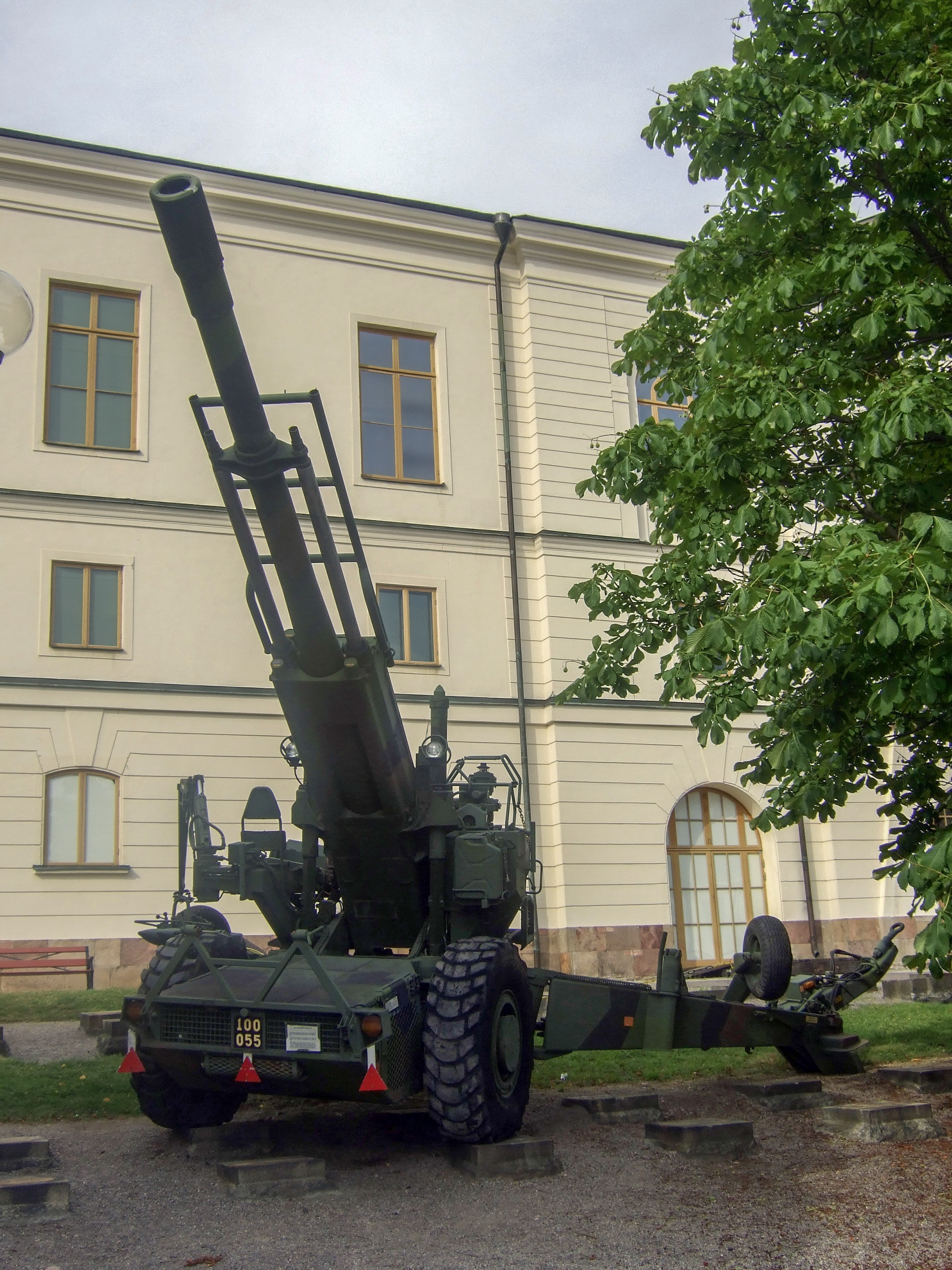
Haubits 77 A vid Armémuseum i Stockholm.
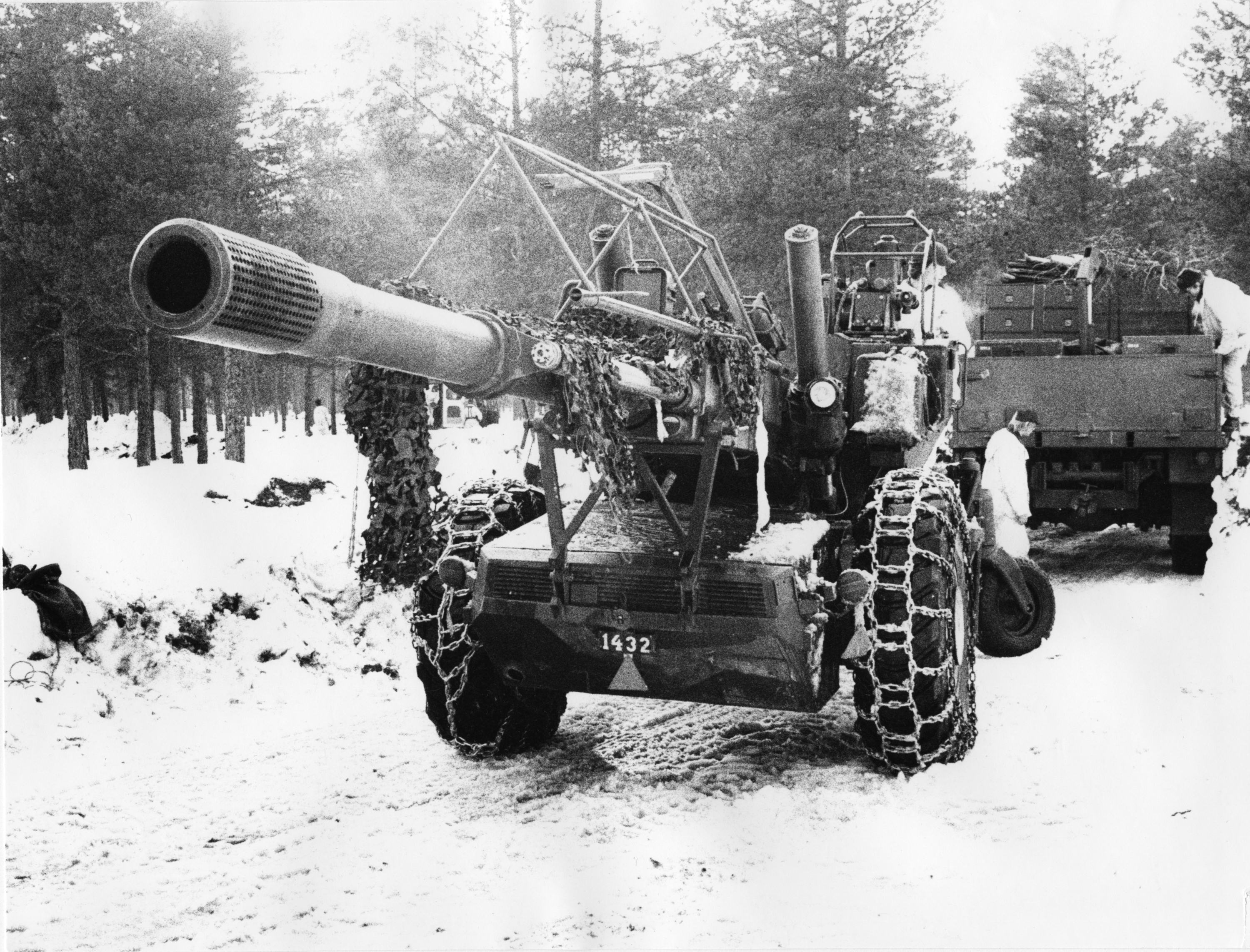
155 mm haubits 77 A vid Smålands artilleriregemente (A 6), här dragen av en terrängdragbil.
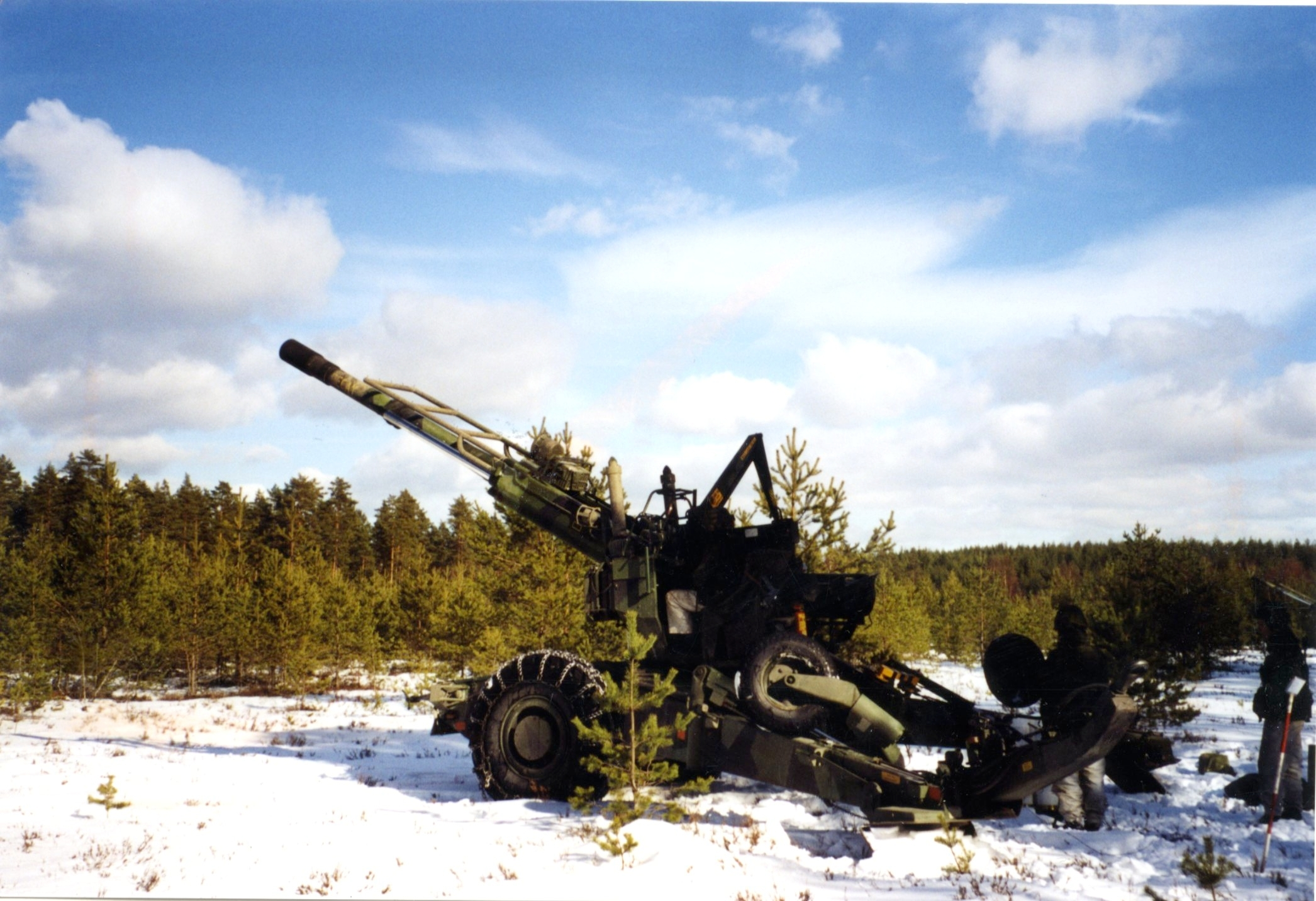
155 mm haubits 77 A på Skillingaryd skjutfält.
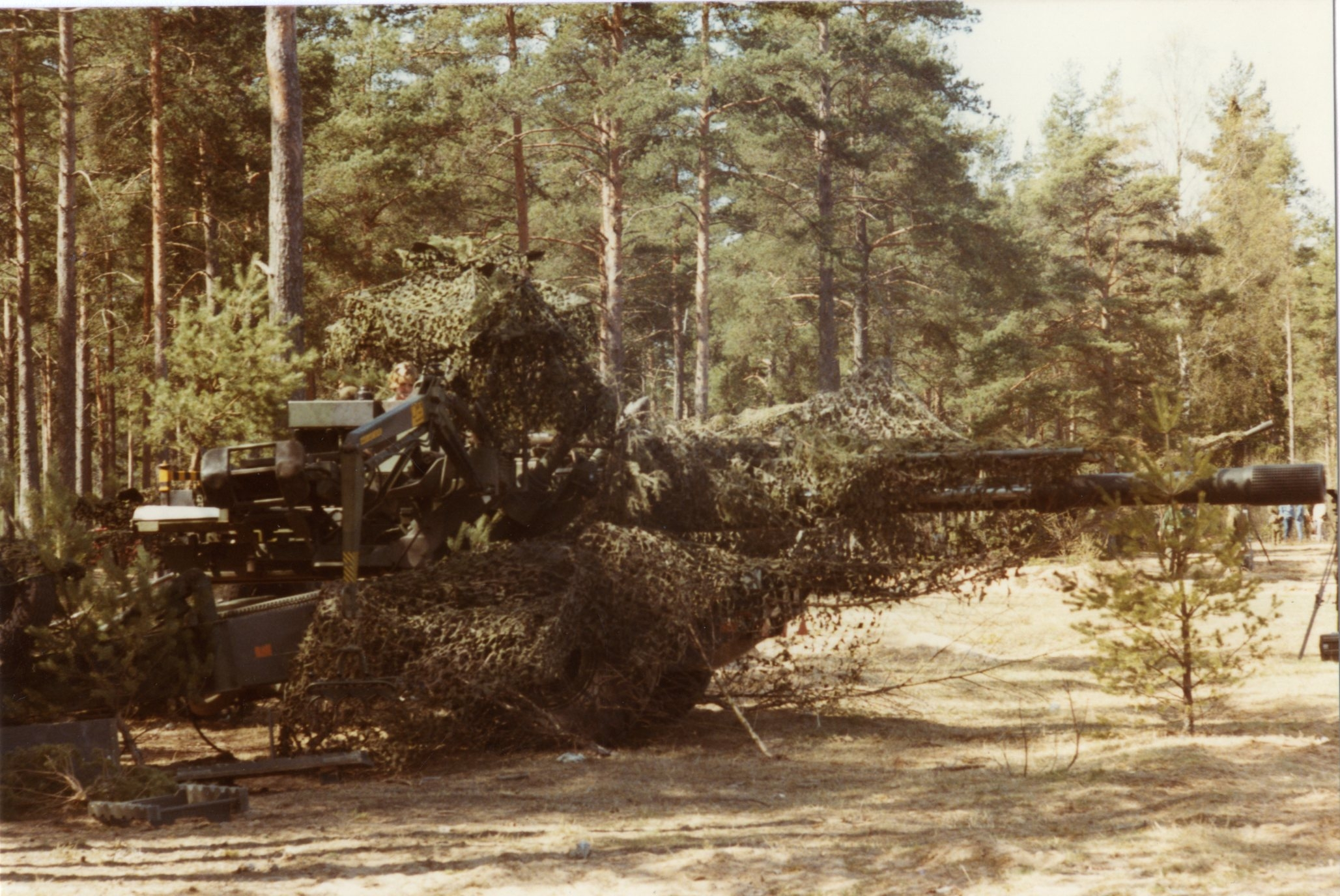
155 mm haubits 77 A vid Smålands artilleriregemente (A 6), här i direkt eldställning under kamouflage.
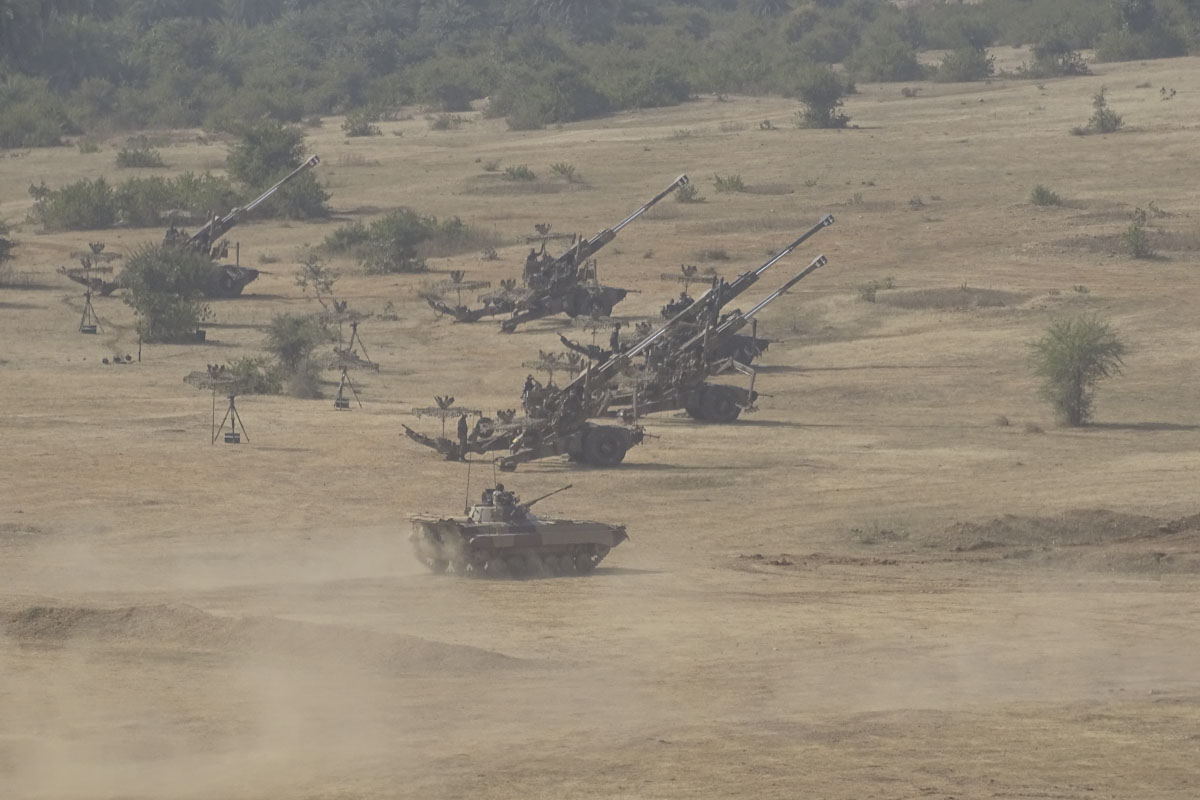
Indiska 155 mm FH-77B02.